# Mahoniasläktet
Mahoniasläktet (Mahonia) är ett växtsläkte i familjen berberisväxter. Släktet innehåller cirka 100 arter från Nord- och Centralamerika, samt östra Asien. Flera arter odlas som trädgårdsväxter i Sverige.